# Drvodelja
Drvodelja je naselje u gradu Leskovcu, Jablanički upravni okrug, Srbija. Prema popisu iz 2022. godine u Drvodelji je živjelo 187 stanovnikа.